# Howard Green
Howard Green (* 10. September 1925 in Toronto; † 31. Oktober 2015 in Westwood, Massachusetts) war ein US-amerikanischer Zell- und Entwicklungsbiologe. Er war Professor an der Harvard University in Cambridge, Massachusetts.
Green erforschte menschliche embryonale Stammzellen und ihre Differenzierung, insbesondere in Keratinozyten. Er konnte erstmals kultivierte Zellen für die Therapie von Schwerverbrannten einsetzen, die für normale Hauttransplantationen nicht in Frage kommen. Greens Methode wird bei sehr schweren Verbrennungen häufig eingesetzt.
Green erwarb einen M.D. an der University of Toronto in Toronto, Kanada. Erste unabhängige wissenschaftliche Station war die New York University School of Medicine in New York City, New York, wo er schließlich auch eine Professur erhielt und die Abteilung für Zellbiologie leitete. Zwischen 1970 und 1980 war Green Professor für Zellbiologie am Massachusetts Institute of Technology (MIT) in Cambridge, Massachusetts, bevor er an die ebenfalls in Cambridge gelegene Harvard University Medical School wechselte, wo er bis 1993 die Abteilung für zelluläre und molekulare Physiologie leitete. Seit 1993 war er dort George Higginson Professor of Cell Biology.

## Auszeichnungen (Auswahl)
- 1972 Mitgliedschaft in der American Academy of Arts and Sciences[2]
- 1978 Mitgliedschaft in der National Academy of Sciences[3]
- 1978 Selman A. Waksman Award in Microbiology der National Academy of Sciences[4]
- 1979 Rosenstiel Award[5]
- 1985 Passano Award[6]
- 1995 Mitgliedschaft in der Académie des sciences[7]
- 2007 Blaise-Pascal-Medaille[8]
- 2010 Warren Alpert Foundation Prize[9]
- 2012 March of Dimes Prize in Developmental Biology
- Chevalier der Légion d’honneur[10]